# Target (Allier)
Target é uma comuna francesa na região administrativa de Auvérnia-Ródano-Alpes, no departamento Allier. Estende-se por uma área de 26,4 km². Em 2010 a comuna tinha 259 habitantes (densidade: 9,8 hab./km²).